# Revenue Retrievin’: Graveyard Shift
Revenue Retrievin’: Graveyard Shift – czternasty studyjny album amerykańskiego rapera E-40. Został wydany 29 marca, 2011 roku, w ten sam dzień co album Revenue Retrievin’: Overtime Shift. Jest to również kontynuacja serii albumów wydawanych w tym samym dniu tego artysty. Kompozycja składa się z 20 utworów, w których występują tacy goście jak: T-Pain, Tech N9ne, Bosko, Bun B, Slim Thug i inni.

## Lista utworów
Opracowano na podstawie źródła.
1. "Barbarian"
2. "Serious" (feat. T-Pain)
3. "Graveyard Shift" (feat. Cousin Fik & Choose Up Cheese)
4. "My Lil Grimey Nigga"
5. "Yankin’" (feat. Hot (of DB’z) & Laroo T.H.H.)
6. "Concrete"
7. "Club On Lock" (feat. Matt Blaque & Laroo T.H.H.)
8. "Fried" (feat. Tech N9ne & Marty James)
9. "Back & Forth" (feat. Turf Talk, Cousin Fik, & Stresmatic)
10. "Bad Bitch" (feat. Stressmatic & Droop-E)
11. "Takin ‘Em Back"
12. "My Shit Bang"
13. "The Streets Don’t Love Nobody" (feat. Turf Talk & DB Tha General)
14. "43" (feat. B-Legit)
15. "That Candy Paint" (feat. Bun B & Slim Thug)
16. "E Forty"
17. "Trapped" (feat. Mike Marshall)
18. "Spooky" (feat. Bosko)
19. "Don’t Try This At Home" (feat. Philthy Rich & Stevie Joe)
20. "Tuff Times" (feat. Bosko & Netta B)